# Herminio Masantonio
Herminio Masantonio (n. Ensenada, 5 de agosto de 1910-m. Buenos Aires, 11 de septiembre de 1956) fue un futbolista argentino.
Una de las glorias del Club Atlético Huracán y uno de los máximos goleadores en la historia del fútbol argentino (tercero en la tabla general y primero en la historia de Huracán), aunque, paradójicamente, nunca logró consagrarse goleador de un torneo local de AFA.

## Biografía
Su carrera como futbolista comenzó en la liga amateur platense, más precisamente en el club Platense de La Plata, para pasar luego al club Villa Albino de su ciudad natal, Ensenada. Luego comenzó su carrera profesional en Huracán gracias al esfuerzo de Tomas A. Ducó.
En el CA Huracán jugó doce años, desde el comienzo del profesionalismo en 1931 (cuando se fue Guillermo Stábile) y volvió en 1945, con una estadía en Uruguay en 1943 (Defensor Sporting de Montevideo) y en 1944 (Club Atlético Banfield, era el 9, entre Armando Farro y Jorge Alcalde).
Fue un impetuoso delantero, potente, cabeceador, valiente en el área y de gran remate, que deleitó a los "quemeros" en trío central con Bálsamo (luego Méndez) y Baldonedo (luego Simes). En su última temporada, alternó con el paraguayo Atilio Mellone al medio, y después en su puesto lo sucedieron Alfredo Di Stéfano, Adolfo Pedernera, Arsenio Erico (sólo 7 partidos) y Ricardo Infante. Sus mejores años fueron 1937 y 1939, con 28 tantos marcados en cada uno, pero fue toda su extensa trayectoria la que lo convirtió en uno de los símbolos máximos del club Huracán. Se retiró en 1945, a los 35 años de edad. Según IFFHS tiene un récord de 259 goles en 367 partidos en Primera División, por lo que ocupa el 3er lugar en la historia del fútbol argentino y el 92.º lugar en el mundo.

### Selección nacional

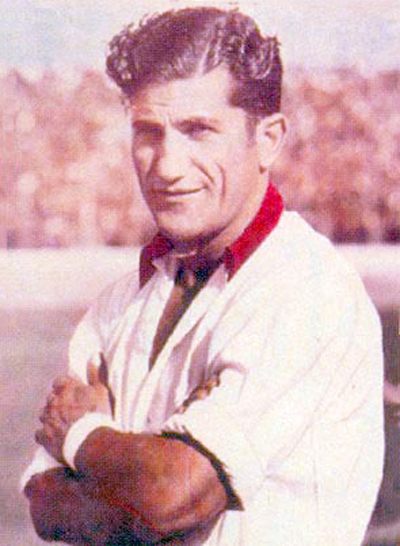
Masantonio, con la camiseta de Huracán en 1945.

Masantonio ganó con la Selección Argentina el Campeonato Sudamericano de 1937 y 1941, y fue el máximo goleador en los Sudamericanos de 1935 y 1942. Es además el futbolista de la Selección Argentina con mejor promedio de gol (1.11), al anotar 21 goles en 19 partidos.

## Trayectoria
| Equipo              | Temporadas  | PJ  | Goles | Promedio |
| ------------------- | ----------- | --- | ----- | -------- |
| Huracán             | 1931-1943   | 349 | 254   | 0.73     |
| Defensor Sporting   | 1943        | 11  | 3     | 0.27     |
| Banfield            | 1944        | 7   | 2     | 0.29     |
| Selección Argentina | 1935 - 1942 | 19  | 21    | 1.11     |
| Total en su carrera | 1931-1945   | 386 | 280   | 0.73     |

### Estadísticas
| Huracán Argentina |               |               |     |     |    |    |     |      |      |
| 1.ª | 1931          | 32            | 23  | —   | —  | 32 | 23  | 0,71 |      |
| 1.ª | 1932          | 28            | 17  | 5   | 1  | 32 | 18  | 0,56 |      |
| 1.ª | 1933          | 27            | 16  | 5   | 8  | 32 | 22  | 0,68 |      |
| 1.ª | 1934          | 25            | 23  | —   | —  | 25 | 23  | 0,92 |      |
| 1.ª | 1935          | 24            | 17  | —   | —  | 24 | 17  | 0,70 |      |
| 1.ª | 1936          | 27            | 11  | —   | —  | 27 | 11  | 0,40 |      |
| 1.ª | 1937          | 29            | 28  | —   | —  | 29 | 29  | 1,00 |      |
| 1.ª | 1938          | 32            | 23  | —   | —  | 32 | 23  | 0,71 |      |
| 1.ª | 1939          | 33            | 28  | 1   | 0  | 33 | 29  | 0,82 |      |
| 1.ª | 1940          | 31            | 28  | —   | —  | 31 | 28  | 0,90 |      |
| 1.ª | 1941          | 21            | 17  | 2   | 2  | 23 | 19  | 0,82 |      |
| 1.ª | 1942          | 24            | 16  | 2   | 0  | 26 | 17  | 0,62 |      |
| 1.ª | 1943          | 3             | 0   | —   | —  | 3  | 0   | 0,00 |      |
| 1.ª | 1945          | 12            | 5   | —   | —  | 12 | 5   | 0,41 |      |
| Total club | Total club    | Total club    | 348 | 252 | 15 | 11 | 363 | 263  | 0,72 |
| Defensor · Uruguay |               |               |     |     |    |    |     |      |      |
| 1.ª | 1943          | 11            | 3   | —   | —  | 11 | 3   | 0,27 |      |
| Total club | Total club    | Total club    | 11  | 3   | -  | -  | 11  | 3    | 0,27 |
| Banfield Argentina |               |               |     |     |    |    |     |      |      |
| 1.ª | 1944          | 9             | 2   | —   | —  | 9  | 2   | 0,22 |      |
| Total club | Total club    | Total club    | 9   | 2   | -  | -  | 9   | 2    | 0,22 |
| Total carrera | Total carrera | Total carrera | 368 | 270 | 15 | 11 | 383 | 270  | 0,71 |
| (2) Incluye datos de la Copa Beccar Varela (1932, 1933), la Copa Adrián C. Escobar (1939, 1941, 1942), Copa de Competencia Británica (1944) (3) Media de goles por encuentro. No incluye goles en partidos amistosos. |               |               |     |     |    |    |     |      |      |

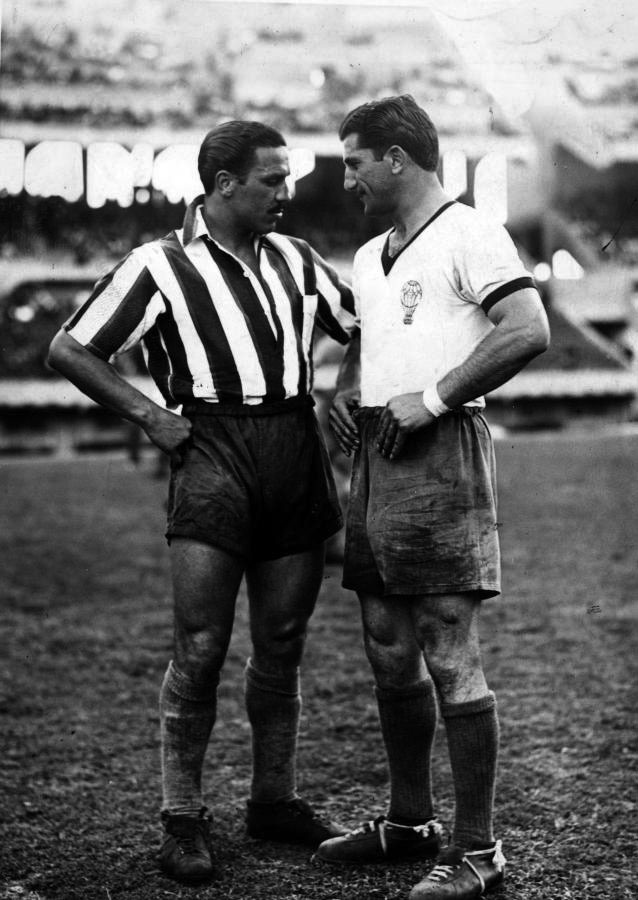
Herminio Masantonio junto a José Manuel Moreno, jugador de River Plate

## Palmarés

### Como jugador

#### Torneos nacionales
| Título              | Equipo  | País      | Año  |
| ------------------- | ------- | --------- | ---- |
| Copa Adrián Escobar | Huracán | Argentina | 1942 |

#### Torneos internacionales
| Título                  | Equipo              | Sede      | Año  |
| ----------------------- | ------------------- | --------- | ---- |
| Campeonato Sudamericano | Selección argentina | Argentina | 1937 |
| Campeonato Sudamericano | Selección argentina | Chile     | 1941 |
| Copa Roca 1939          | Selección argentina | Brasil    | 1939 |
| Copa Roca 1940          | Selección argentina | Argentina | 1940 |

## Reconocimientos
Frente a la sede del Club Atlético Huracán sobre la Avenida Caseros se inauguró en su homenaje en marzo de 1996 el primer monumento en Latinoamérica a un futbolista. El mismo fue proyectado por el ingeniero Manuel Vila, y posee un bajorrelieve cuyo autor fue Ricardo Micó. En el barrio de Parque Patricios de la Ciudad de Buenos Aires rebautizaron la calle calle Grito de Ascencio por unos 160 metros, entre la avenida Zavaleta y la calle Iguazú, con el nombre de Herminio Masantonio. Fue la primera calle de esta ciudad llamada con el nombre de un jugador de fútbol. En Ensenada, en Villa Albino, el barrio que lo vio nacer, también hay una calle con su nombre.
El poeta argentino Francisco García Jiménez compuso la letra del tango "El Mortero del Globito", apodo con que el mismo Jiménez nombró a Masantonio. La música de la pieza es obra de Miguel Padula.
Durante la final del Campeonato Sudamericano de 1935 que Argentina disputaba con Uruguay, protagonizó una pelea histórica con Lorenzo Fernández, apodado El Gallego, luego de que éste le cometiese una infracción y lo insultase. Años más tarde y estando gravemente enfermo, Masantonio recibió la visita de Fernández, con quien desde aquella riña había mantenido una amistad a la distancia.

## Estadísticas oficiales
Durante su etapa como jugador de Club Atlético Huracán contabilizaron como oficiales algunos goles realizados en amistosos no oficializados por ninguna asociación, tales como partidos a beneficencia o de preparación. Es por eso que se realizó una investigación entre varios entes especializados y se llegó a la conclusión de que Masantonio, entre los años 1931 y 1945 disputó 19 partidos no oficiales y marcó 14 goles. Por ende, sus estadísticas oficiales serían de 354 partidos y 242 goles en competiciones reglamentadas por la Asociación del Fútbol Argentino.